# Thomas Morley
Thomas Morley (1557 - octubre de 1602) fue un compositor inglés, teórico de la música, editor y organista del Renacimiento, y el miembro más conocido de la Escuela Madrigalista inglesa. Fue también uno de los principales compositores de música secular en la Inglaterra isabelina, y el creador de los únicos arreglos contemporáneos sobrevivientes de versos de Shakespeare. 

## Biografía
Morley nació en Norwich (Anglia Oriental), hijo de un mamporrero. Probablemente fue cantor en la catedral local desde su juventud. Le nombraron Maestro de coro en 1583. Sin embargo, evidentemente pasó algún tiempo fuera de Anglia Oriental, pues más tarde se refirió al gran compositor isabelino de música sacra, William Byrd, como su maestro; aunque las fechas de su aprendizaje con Byrd se desconocen; es probable que fuese a principios de la década de 1570. 
En 1588, recibió su diploma de bachiller en música en la Universidad de Oxford. Ese año, Nicholas Yonge publicó su Música transalpina, la colección de madrigales italianos ajustados a textos en inglés, que provocaron la explosiva y colorista moda de la composición de madrigales en Inglaterra. Morley evidentemente encontró su dirección como compositor en este momento, y poco después comenzó a publicar sus propias colecciones de madrigales, once en total.
Al año siguiente, 1589, fue empleado como organista en St. Giles, Cripplegate, Londres
así como en la catedral de San Pablo. Su hijo pequeño murió al otro año.
Es nombrado caballero en 1592. En 1596, la reina Isabel I le concede el monopolio de impresión de música.
Para 1598, reside en St.Helen´s, Bishopgate, la misma parroquia que Shapeskeare, y se ha especulado durante mucho tiempo sobre una posible conexión entre los dos, aunque nunca se ha probado. No se ha podido acreditar que su famoso arreglo de «It was a lover and his lass» de Como gustéis se usara en alguna representación de la obra de Shakespeare, aunque la posibilidad de que así ocurriera es obvia. Morley tenía una alta posición en los años 1590 y habría tenido un acceso fácil a la comunidad teatral; ciertamente hubo entonces, como ahora, una conexión muy cercana entre actores prominentes y músicos.
Mientras Morley intentaba imitar el espíritu de Byrd en algunas de sus obras sagradas, fue en la forma del madrigal en la que hizo su principal contribución a la historia de la música. Su trabajo en este género ha permanecido en el repertorio hasta ahora, y muestra una variedad más amplia de colorido emotivo, forma y técnica que ninguno de los otros compositores de la época. Usualmente sus madrigales son ligeros, con rápidos movimientos y fácilmente cantables, como su bien conocido «Now is the Month of Maying»; cogió los aspectos del estilo italiano que mejor se acomodaban a su personalidad y los anglicanizó. Otros compositores de la escuela madrigalista inglesa, como por ejemplo Thomas Weelkes y John Wilbye, escribieron madrigales en un tono más serio o más sombrío.
Además de sus madrigales, Morley escribió música instrumental, incluyendo música para teclado, parte de la cual se ha conservado en el Fitzwilliam Virginal Book (Libro de virginal Fitzwilliam), y música para el conjunto típicamente inglés de dos violines, flauta, laúd, cittern (en castellano, cistro, parecido a la bandurria) y bandora, notablemente como se publicó en 1599 en The First Booke of Consort Lessons, made by diuers exquisite Authors, for six Instruments to play together, the Treble Lute, the Pandora, the Cittern, the Base-Violl, the Flute & Treble-Violl.
La obra de Morley Plaine and Easie Introduction to Practicall Musicke (publicada en 1597) permaneció popular durante casi doscientos años después de la muerte de su autor, y sigue siendo una importante referencia para información sobre composición e interpretación en el siglo XVI.

## Composiciones
Las composiciones de Thomas Morley incluyen (en orden alfabético):
- April is in my mistress' face
- Arise, get up my deere
- Cease mine eyes
- Crewell you pull away to soone
- Doe you not know?
- Fantasie: Il Doloroso
- Fantasie: Il Grillo?
- Fantasie: Il Lamento?
- Fantasie: La Caccia?
- Fantasie: La Rondinella
- Fantasie: La Sampogna?
- Fantasie: La Sirena?
- Fantasie: La Torello
- Flora wilt thou torment mee
- Fyre and Lightning
- Goe yee my canzonets
- Good Morrow, Fair Ladies of the May
- Hould out my hart
- I goe before my darling
- I should for griefe and anguish
- In nets of golden wyers
- It was a lover and his lass
- Joy, joy doth so arise
- La Girandola
- Ladie, those eies
- Lady if I through griefe
- Leave now mine eyes
- Lo heere another love
- Love learns by laughing
- Miraculous loves wounding
- My bonny lass she smileth
- Now is the month of maying
- O thou that art so cruell
- Say deere, will you not have mee?
- See, see, myne own sweet jewel
- Sing we and chant it
- Sweet nymph
- VI. God morrow, Fayre Ladies, (down a fourth)
- What ayles my darling?
- When loe by break of morning
- Where art thou wanton?